# サティ・ベク
サティ・ベク（ペルシア語：ستی‌بک Satī-bīk、生没年不詳）は、イルハン朝の第12代君主（イル・ハン）。オルジェイトゥの娘で、アブー・サイードの姉。チョバン、アルパ・ケウン、スライマーンの妻。

## 生涯
第8代君主オルジェイトゥ・ハンの娘として生まれる。
1304年、チョバンはアブー・サイードに姉のサティ・ベクを妻として賜るよう懇請して、これを許されたため、9月6日に婚礼を挙行した。
1327年、アブー・サイード・ハンがチョバンを殺害することを諸将に命ずると、それを知ったチョバンは挙兵した。しかし、チョバン派のアミールたちが逃亡したのでチョバンも妻子を連れて逃走した。そのとき、妻のケルドチンとサティ・ベクは随行を拒んだため、サティ・ベクはチョバンから離れて息子のソルカン・シラとともにアブー・サイードのもとへ投降した。
1335年、アブー・サイード・ハンが薨去すると、アルパ・ケウンが第10代ハンに即位した。サティ・ベクはアルパ・ケウンと結婚した。
1338年、チョバンの孫のシャイフ・ハサン（小ハサン）はカイロに投獄された父のティムール・タシュに代わり、彼そっくりのテュルク人を偽ティムール・タシュに仕立て上げ、旧チョバン派の支持を集めて挙兵し、イールカーニー派のタージュ・ウッディーン・ハサン・ブズルグ（大ハサン）、ムハンマド・ハンと対峙した。途中で大ハサンが逃亡したため、ムハンマド・ハンは捕らえられて小ハサンらに殺された。この勝利で勢いづいた偽ティムール・タシュは小ハサンをも殺害しようと考えたため、小ハサンを襲ったがグルジア王国に逃げられた。その後、偽ティムール・タシュはタブリーズを強襲したが大ハサンに破られた。小ハサンはサティ・ベクを新たなハンに擁立し、大ハサンに向かって進軍したが、両者は交渉によって和解し、解散した。しかし、大ハサンはこの和解が持続しないと考え、マーザンダラーンを支配していたトガ・ティムール・ハンに近づいた。それを知った小ハサンはトガ・ティムール・ハンとサティ・ベク・ハンを娶らせることで両者を離間させることを思いつき、両者を離間させ、実際に娶らせなかった。大ハサンはトガ・ティムール・ハンをあきらめてシャー・ジハーン・ティムールをハンに擁立した。一方、小ハサンは女では国政を執ることができないと考え、サティ・ベク・ハンの子のソルカン・シラを殺害し、サティ・ベクを廃位してスライマーンを新たなハンに即位させた。サティ・ベクはスライマーン・ハンと結婚させられた。